# Quinto Estatorio
Quinto Estatorio fue un centurión de la República Romana que participó en la segunda guerra púnica, destacandose en la campaña de Hispania. Además fue parte de una delegación romana, consistente en tres centuriones, enviada a Numidia y es recordado por entrenar y comandar a la infantería númida del rey Syfax como parte de su alianza,en 213 a. C., con Roma en contra de Cartago durante la segunda guerra púnica. Se dedicó a reorganizar el ejército en unidades romanas y les enseñó a mantener la formación, la disciplina y a realizar maniobras complejas en el campo de batalla. También les hizo familiarizarse con otras labores militares, como el arte de la fortificación. Como resultado de su labor el rey puso tanta confianza en su infantería como en su caballería, que era la forma tradicional de hacer la guerra entre los númidas.